# Голыгины
Голыгины — княжеский род, Рюриковичи, ветвь князей Шумаровских от Ярославских князей, выделившихся из Моложского удела.
Князья Голыгины, являлись младшей фамилией  князей Ярославских.
При подаче документов в Палату родословных дел, по каким-то причинам не подавалась поколенная роспись князей Голыгиных. Их родословная роспись внесена в родословную роспись князей Жировых-Засекиных и Шаховских. В конце XVIII столетия их род пресёкся по мужской линии.

## Происхождение и история рода
Происходят от среднего сына князя Михаила Давыдовича Моложского — Ивана Михайловича погибшего в Куликовской битве (1380), у которого было два сына, князя: Андрей и Глеб (?-1445) Ивановичи Шумаровские прозванных по владению Шумаровским княжеством. Сам Глеб Иванович погиб под Суздалем во время набега Мамутека, внесён в синодик московского Успенского кремлёвского собора на вечное поминовение, оставив после себя четырёх сыновей, от которых пошли княжеский ветви Голыгиных, Шаминых и нетитулованного дворянского рода Ходыревы-Шумаровские. У Глеба был сын — Иван Глебович по прозванию Голыга, откуда и пошла фамилия, имевший в свою очередь трёх детей, князей: Леонтия, Фёдора и Ушака Ивановичей.
В 1590-х годах князь Василий Петрович владел поместьем в Зарайском уезде, там же владели поместьями его отец и дядя. Князь Василий (Васюк) Константинович Голыгин записан в "княжеском списке" Дворовой тетради.
В XVI и XVII столетиях владели поместьями в Рязанском уезде. Несмотря на отсутствие упоминаний в разрядных книгах и невысокий общественный статус, Голыгины сохраняли земельные владения в Ярославском уезде. В писцовой книге (1577/78) по Коломне у Коломенскому уезду в Мезынской волости в числе "порожних и пустых поместий" указано бывшее поместье князя Василия Константиновича Голыгина.
Московский дворянин (1676-1677) князь Андрей Михайлович владел поместьями в Данковском и Каширском уездах (1680). Стольник князь Василий Петрович пожалована вотчина в Рязанском уезде (1692) за Крымские походы.
Трое представителей княжеского рода Голыгиных владели населёнными имениями (1699).
К критике можно отнести, что в родословной князей Голыгиных пропущено несколько поколений, она неточна и отсутствуют научные изыскания по данному роду.

## Известные представители
- Князь Голыгин Пётр - воевода в Осколе (1656-1657).
- Князь Голыгин Василий Петрович - московский дворянин (1676-1692).
- Князь Голыгин Матвей Ильич - стольник (1687-1692)[8].